# Universidad Robert Gordon
La Universidad Robert Gordon (en inglés: Robert Gordon University, también conocida como RGU), está situada en Aberdeen, Escocia. Esta Universidad ofrece una variedad de carreras incluyendo másteres y doctorados que pueden ser seguidos en sus campos o a distancia.

## Historia
Esta universidad tiene sus orígenes en el Hospital Robert Gordon (Robert Gordon's Hospital) creado en 1750 para proveer educación a los hijos y nietos de los burgueses en Aberdeen.
En 1992 obtuvo el estatus de universidad. En el 2006 la Universidad tenía aproximadamente 13.318 estudiantes entre sus dos campus de Garthdee y Schoolhill. 

## Garthdee
El campus de Garthdee cuenta con ocho Departamentos y con instalaciones no académicas para mejorar la experiencia de los estudiantes de la Universidad (centro deportivo, centro de salud y centro de cuidado y educación para infantes).
Garthdee también posee una biblioteca (llamada Georgina Scott Sutherland) disponible para todos los estudiantes del campo.

## Schoolhill
El campo de Schoolhill está situado en el centro de la ciudad de Aberdeen. Su edificio principal posee varios Departamentos y Escuelas. La Oficina International, que se encuentra en Schoolhill, ofrece ayuda a estudiantes extranjeros, incluyendo ayuda con visas y clases de Inglés, y organiza excursiones dentro de la ciudad y en sus alrededores.

## Estadísticas
Esta Universidad ofrece sus cursos a tiempo completo y a tiempo parcial. En 2006, 8.649 del total de estudiantes estudiaba a tiempo completo, mientras 4.666 estudiaban a tiempo parcial. 10.313 de los estudiantes eran del Reino Unido, mientras 3.005 provenían del extranjero (931 de Europa y 2.074 del resto del mundo).